# Otocký incident
Otocký incident byla první a zároveň jedna z nejtěžších krizí, kterou čeští vojáci během mise IFOR museli řešit.

## Průběh incidentu
Na podzim 1995 začala mezinárodní mírová mise v Bosně IFOR. Armáda České republiky do ní vyslala 6. mechanizovaný prapor (800 mužů). Velitelství měl v Donja Ljubija. 
22. dubna 1996 museli Češi řešit první vážnou krizi. V dopoledních hodinách několik muslimských rodin (asi 300 lidí) přešlo přes most protínající hraniční linii v městě Otoka a napadlo srbskou policejní stanici. Poté se se vztyčenými muslimskými vlajkami vydali na Novi Grad, ale zastavil je kolem druhé hodiny stejně početný srbský dav. Střetu museli zabránit čeští vojáci. K oddělení obou skupin byla použita střelba do vzduchu. To obě strany uklidnilo, ale kolem třetí hodiny museli Češi zasahovat znovu. Bylo vystříleno asi 1200 nábojů.
Teprve v devět hodin došlo díky českým a kanadským důstojníkům k setkání představitelů znepřátelených etnik. Situace tak byla uklidněna. V následujících měsících v místě incidentu vzniklo velké tržiště a každou sobotu se zde setkávali bez vzájemné nenávisti tisíce lidí různých etnik.